# جانلوكا كورشي
جانلوكا كورشي (Gianluca Curci)، (روما، 12 يوليو 1985)، لاعب كرة قدم إيطالي.
بدأ مسيرته الكروية مع نادي روما في عام 2004 ولعب 29 مباراة، وفي عام 2008 انتقل إلى نادي سيينا ولعب 68 مباراة ‘ ومنذ عام 2010 وهو يلعب مع نادي سامبدوريا.

## روابط خارجية
- جانلوكا كورشي على موقع اتحاد السويد (السويدية)
- جانلوكا كورشي على موقع قاعدة بيانات كرة القدم.إي يو (الإنجليزية)
- جانلوكا كورشي على موقع Soccerway.com (الإنجليزية)
- جانلوكا كورشي على موقع عالم كرة القدم.نت (الإنجليزية)
- جانلوكا كورشي على موقع كووورة
- جانلوكا كورشي على موقع AS.com (الإسبانية)